# Gottlob Heinrich Singer

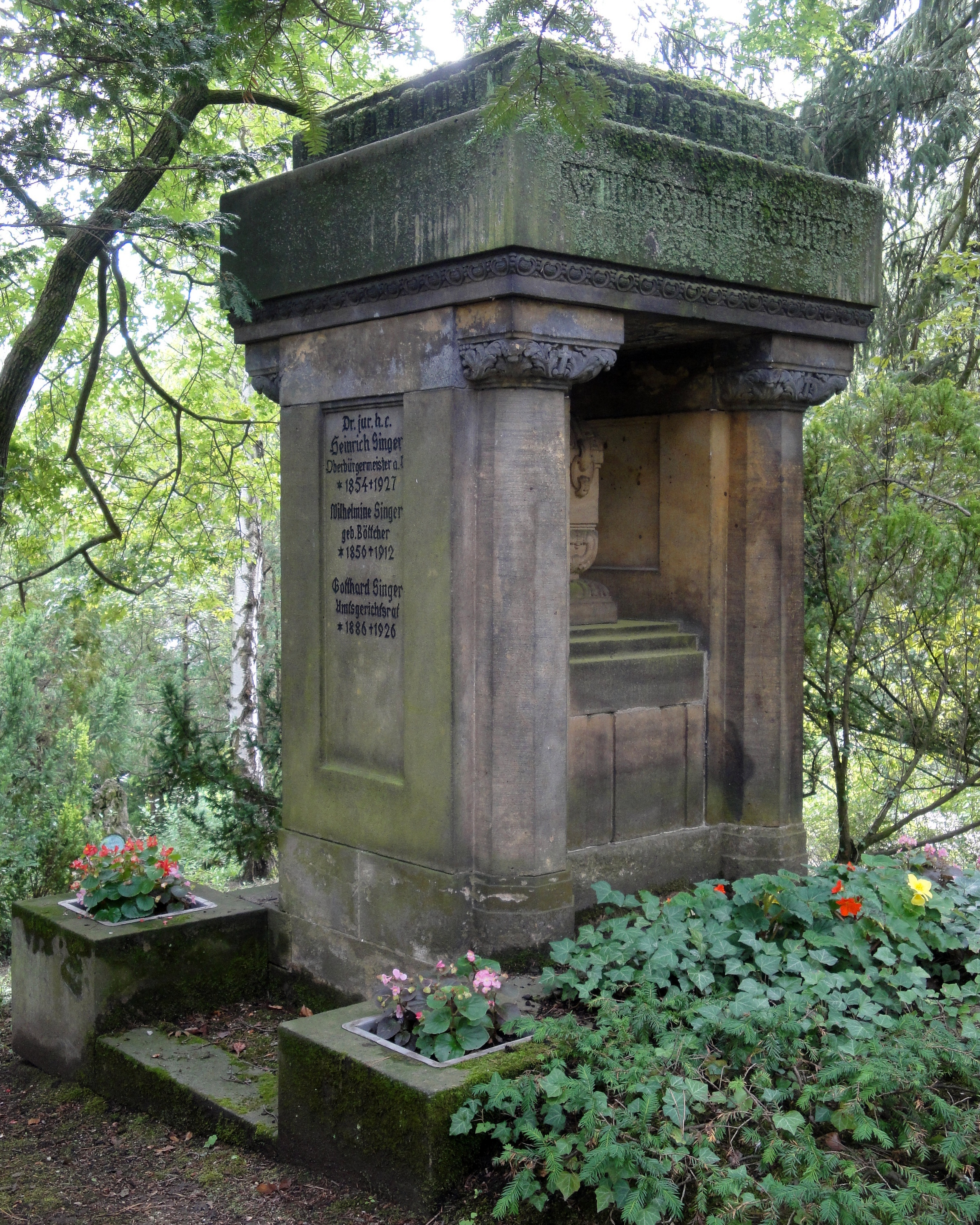
Grab von Heinrich Singer auf dem Nordfriedhof in Jena

Gottlob Heinrich Singer (* 6. Februar 1854 in Lichtenstein/Sa.; † 8. August 1927 in Weimar) war Oberbürgermeister in Jena.
Singer wurde 1874 bei der Landsmannschaft Plavia in Leipzig aktiv, wo er Rechtswissenschaft studierte, saß auch mal für 14 Tage wegen einer Mensur im Karzer. Seine Amtszeit umfasste den Zeitraum von 1889 bis 1912. Er hatte erheblichen Anteil an der Stadtentwicklung Jenas, die den Entwicklungen des technischen Fortschrittes bei der Stadtplanung Rechnung trug. So führte er dort die Elektrizität, Telefon und die Straßenbahn ein. Der Beginn der Elektrifizierung der Stadt war 1901. Ein Komitee unter seiner Leitung realisierte den Bau des Jenaer Bismarckturms. Er wurde auf dem Nordfriedhof in Jena beerdigt.

## Ehrungen
Nach ihm wurde in Jena das Singerwäldchen benannt. 